# The Town (Los Simpson)
The Town, llamado La ciudad en Hispanoamérica y en España, es un episodio perteneciente a la vigesimoctava temporada de la serie animada Los Simpson, emitido originalmente el 9 de octubre de 2016 en EE.UU. El episodio fue escrito por Dave King.
El episodio recibió críticas muy positivas por parte de los críticos y fanáticos americanos de la serie, sin embargo recibió críticas negativas por parte de los fanáticos extranjeros de la serie.

## Sinopsis
Después de que Homero encontrara a Bart con la gorra del rival de fútbol de Springfield, los estadounidenses de Boston, planea un viaje de "odio-caciones" a Boston para intentar mostrar a Bart que Boston es una ciudad terrible.